# Goldkopfnymphe
Als Goldkopfnymphe bezeichnet man einen aus Federn oder synthetischen Materialien hergestellten Angelköder, der eine am Gewässergrund lebende Insektenlarve imitieren soll. Damit der Köder in Grundnähe gefischt werden kann und sich dort auch hält, wird bei seiner Herstellung (dem sogenannten Binden) eine kleine goldene Perle, der Goldkopf, auf den Haken geschoben.
Die Goldkopfnymphe ist besonders fängig beim Angeln auf Forellen und Äschen, aber auch Rotaugen, Barsche, Döbel und Barben lassen sich hin und wieder überlisten.
Aufgrund der geringen Größe und des geringen Gewichts werden Goldkopfnymphen meist an der Fliegenrute gefischt, aber auch Montagen mit Tiroler Hölzln sind beliebt und fängig.

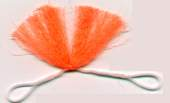
Bissanzeiger

Oft wird beim Fischen mit einer Goldkopfnymphe ein Bissanzeiger in Form eines mit Leuchtfarbe besser sichtbar gemachten Stückchens schwimmenden Kunststoffes auf die Schnur geklemmt, um dem Angler zu zeigen, dass ein Fisch auf den gewöhnlich stromab treibenden Köder gebissen hat. Der Bissanzeiger signalisiert dies durch Stehenbleiben in der Strömung, einen kurzen Ruck oder gar ein Schnellen in seitliche Richtung oder stromauf. In jedem Fall benötigt der Angler ein gutes Auge und muss hochkonzentriert fischen, um den Anhieb zum richtigen Zeitpunkt setzen zu können, da die Fische den Betrug meist schnell bemerken und den Köder nach Sekundenbruchteilen wieder ausspucken.
Zur Fertigung dienen neben natürlichen Materialien wie z. B. Hasen- oder Kaninchenfell und Federn diverser Vogelarten auch synthetische Stoffe.
Die eponymen Goldköpfe bestehen in der Regel aus Messing. Um in tieferen Gewässerabschnitten befindliche Fische zu erreichen, hat sich in den letzten Jahren das deutlich dichtere Wolfram als Material zur Herstellung der Köpfe etabliert.

## Weblink
- Wolfgang Fabisch: Tipps und Tricks zum Fischen und Binden, Abschnitt Bissanzeiger